# 国際短期大学
国際短期大学（こくさいたんきだいがく、英語: Kokusai Junior College）は、東京都中野区江古田4-8-8に本部を置く日本の私立大学。1933年創立、1950年大学設置。大学の略称は国短（こくたん）。

## 概観

### 大学全体
- 東京都中野区に所在する日本の私立短期大学で、設置主体は学校法人国際学園[1]。
- 国内で最初に認可された短期大学149校[注 2]の1校として、1950年に1学科体制で開学した[2]。
- 1962年度より学科増設により一旦は2学科となるも、2010年度より再び1学科体制となる。

### 教育および研究
- 国際短期大学は国際コミュニケーション学科のみの単科短期大学であるが、その中に、英語キャリア、国際観光、総合キャリアの3つのコースがある。また、インターンシップや海外留学制度もある。

## 沿革
- 1933年
  - 高木章[注 3]により中野高等無線電信学校が創立される。当時無線電信技術は指導者不足であったため、本校は全国の技術者養成学校の中でも最優校とされ、若者の憧れの学校だった[3]。
- 1941年
  - 財団法人中野学園設立（理事長高木章）。中野学園中学校設立（旧制。校長遠山丙市）
- 1943年
  - 軍部の接収により中野高等無線電信学校廃止（校舎は軍の科学技術兵器学校となる）
- 1946年
  - 国際外国語学校が設置される
- 1948年
  - 財団法人中野学園を財団法人国際学園と改称。中野学園中学校（旧制）を国際中学校と国際高等学校に改組
- 1949年
  - 10月 文部省[注釈 1]に短期大学[注 4]の設置認可に関する申請を行う[注 5]。なお、学科・専攻は以下の通りとなっている[注 6]。
    - 英語学科 
      - 第一部 入学定員200名
      - 第二部 入学定員200名
- 1950年
  - 3月14日 左記を以て短期大学の設置が文部省[注釈 1]より認可される[注 7]。
  - 4月1日 左記を以て国際短期大学が以下の学科体制にて開学する[注 8]。
    - 英語学科→英語科
      - 第一部 入学定員200名→80名
      - 第二部 入学定員200名→不認可
- 1962年
  - 4月1日 以下の学科を増設する[14]。
    - 電気通信科 入学定員80名
- 1986年
  - 4月1日 学科の定員増を以下の通り行う[注 9]。
    - 英語科 80[注釈 2]→160[注釈 3]
    - 電気通信科 80[注釈 2]→160[注釈 3]
- 1994年
  - 4月1日 電気通信科を情報通信科に改称[19]。
- 2000年
  - 4月1日 学科の入学定員減を以下の通り行う[20]。
    - 英語科 160[21]→156[22]
    - 情報通信科 160[21]→156[22]
- 2001年
  - 4月1日 学科の名称変更を以下の通り行う[23]。
    - 英語科→英語コミュニケーション学科[注 10]
    - 情報通信科→情報ネットワーク学科
- 2003年
  - 4月1日 学科の入学定員減を以下の通り行う[24]。
    - 英語コミュニケーション学科 156→100
    - 情報ネットワーク学科 156→100
- 2009年
  - 4月1日 情報ネットワーク学科の学生募集を最終とする[注 11]。
- 2010年
  - 4月1日 英語コミュニケーション学科が情報ネットワーク学科を統合開始し、以下の学科として改めて設置する[25]。
    - 国際コミュニケーション学科 入学定員200名
- 2011年
  - 5月2日 左記以降に情報ネットワーク学科が正式に廃止される[注 12]。
- 2012年〜2021年
  - 4月1日 国際コミュニケーション学科の入学定員が200→150に減員される[注 13]

## 基礎データ

### 所在地
- 東京都中野区江古田4-8-8

### 象徴
- 右記にあり[27]。
- オリジナルカレッジマークについては右記資料より[28]。

## 教育および研究

### 組織

#### 学科
- 国際コミュニケーション学科 入学定員135名[1]

### 過去の学科体制
- 英語コミュニケーション学科 入学定員100名[注釈 4]→国際コミュニケーション学科
- 情報ネットワーク学科 入学定員100名[注釈 4]

#### 取得資格について
教職課程
- 中学校教諭二種免許状
  - 英語
    - 英語科[21]

  - 職業
    - 電気通信科[30]

### 年度別学生数
| 年度   | 英語科    | 電気通信科 | 出典          |
| ------ | --------- | ---------- | ------------- |
| 1954年 | 166（11） | -          | [ 31 ]        |
| 1958年 | 135（28） | -          | [ 32 ]        |
| 1959年 | 168（23） | -          | [ 33 ]        |
| 1960年 | 145（64） | -          | [ 34 ]        |
| 1961年 | 158（64） | -          | [ 35 ]        |
| 1962年 | 256（84） | 記載なし   | [ 36 ]        |
| 1963年 | 205（76） | 162        | [ 37 ]        |
| 1964年 | 161（38） | 167        | [ 38 ]        |
| 1965年 | 106（52） | 100        | [ 39 ]        |
| 1966年 | 167（57） | 164        | [ 40 ]        |
| 1967年 | 160（55） | 165        | [ 41 ]        |
| 1968年 | 121（44） | 83         | [ 42 ]        |
| 1970年 | 134（44） | 84         | [ 43 ]        |
| 1971年 | 171（40） | 103        | [ 44 ]        |
| 1972年 | 209（52） | 112        | [ 45 ]        |
| 1973年 | 219（53） | 110        | [ 46 ]        |
| 1975年 | 180（29） | 91         | [ 47 ]        |
| 1976年 | 188（22） | 100        | [ 48 ]        |
| 1977年 | 228（49） | 106        | [ 49 ]        |
| 1978年 | 580（68） | 129（4）   | [ 50 ]        |
| 1979年 | 547（46） | 139（4）   | [ 51 ]        |
| 1980年 | 467（20） | 107（1）   | [ 52 ]        |
| 1981年 | 480（17） | 88（8）    | [ 53 ]        |
| 1982年 | 481（13） | 150（54）  | [ 54 ]        |
| 1983年 | 481（10） | 253（104） | [ 55 ]        |
| 1984年 | 458（5）  | 312（123） | [ 56 ]        |
| 1985年 | 407（5）  | 317（138） | [ 57 ]        |
| 1986年 | 484（4）  | 378（149） | [ 58 ]        |
| 1987年 | 607（2）  | 477（156） | [ 59 ]        |
| 1988年 | 585（3）  | 549（150） | [ 60 ]        |
| 1989年 | 548（1）  | 538（114） | [ 61 ]        |
| 1990年 | 535       | 513（61）  | [ 62 ]        |
| 1991年 | 551       | 494（35）  | [ 63 ]        |
| 1992年 | 451       | 441（27）  | [ 64 ] [ 65 ] |
| 1993年 | 381       | 423（41）  | [ 66 ]        |
| 1994年 | 378       | 363        | [ 67 ]        |
| 1995年 | 318       | 288（51）  | [ 68 ]        |
| 1996年 | 285       | 282（41）  | [ 69 ]        |
| 1997年 | 195       | 247（56）  | [ 70 ]        |
| 1998年 | 138       | 248（96）  | [ 71 ]        |
| 1999年 | 105       | 215（103） | [ 72 ]        |

#### 附属機関
- 五十周年記念ARENA（体育館）：1998年竣工。

### 研究
- 『国際短期大学紀要』[73]

#### 外部研究機関との連携
- ANA総合研究所と専任教員の派遣に関する基本契約締結

## 学生生活

### 部活動・クラブ活動・サークル活動
- 国際短期大学のクラブ活動には、茶道・E・S・S・フットサル・バスケットボールなどがある。

### 学園祭
- 国際短期大学の学園祭は「中野祭」と呼ばれている。キャンパスの所在地が中野区であることに因んでいるものとみられる。

## 大学関係者と組織

### 大学関係者組織
- 国際短期大学後援会組織がある。

### 教職員
- 高木章：初代学長
- 高木明郎：現学長
- 桜庭信之：元教授、英文学者
- 野口肇：元講師、米文学者

### 出身者一覧
- 立川明日香（元新座市議会議員）
- 川北紘一（特技監督）

## 施設

### キャンパス
- 図書館
- 就職相談コーナー
- 学生ホール
- コンピュータ教室
- コミュニケーションラウンジ
- 来日生ゲストルーム